# Décrets impériaux de 1853 sur le coton
Les Décrets impériaux de 1853 sur le coton pris par Napoléon III, au cours du Second Empire, dans le contexte de la rareté du coton brut causée par la forte croissance économique mondiale des années 1850.
Ces textes prévoyaient l'obligation pour l'État d'acheter, pendant trois ans, à partir de 1854, toutes les récoltes de coton des planteurs français, à un prix fixé d'avance, alors que les cours mondiaux étaient élevés. 
L'autre axe fixé par ces décrets consistait à attribuer, pendant deux autres années, des primes à l'exportation en France des cotons récoltés eu Algérie.
Les décrets impériaux du 16 octobre 1853 accordaient de puissants encouragements à la culture du coton, jugée stratégique pour parvenir à la colonisation de l'Algérie à une plus grande échelle. C'est donc le ministre de la guerre qui fut chargée régler l'application de leurs dispositions, par un arrêté du 15 février 1854. Des primes pour l'importation des machines à égrener sont mises en place, qui peuvent représenter jusqu'à 50 % du prix d'achat.
L'effet de ces décrets fut radical : en deux ans seulement, le nombre de planteurs de coton français en Algérie passa de 109 à environ 1417, soit quatorze fois plus. La production est parallèlement multipliée par vingt et se concentre dans la région d'Oran, avec défrichements, plantations, cultures, et créations de nouvelles exploitations.
Ces décisions furent accueillies en octobre avec un véritable enthousiasme par les colons installés en Algérie sur seulement une partie du territoire.